# Spoorlijn Oberhausen - Bottrop Nord
De spoorlijn Oberhausen - Bottrop Nord is een Duitse spoorlijn en is als spoorlijn 2262 onder beheer van DB Netze.

## Geschiedenis

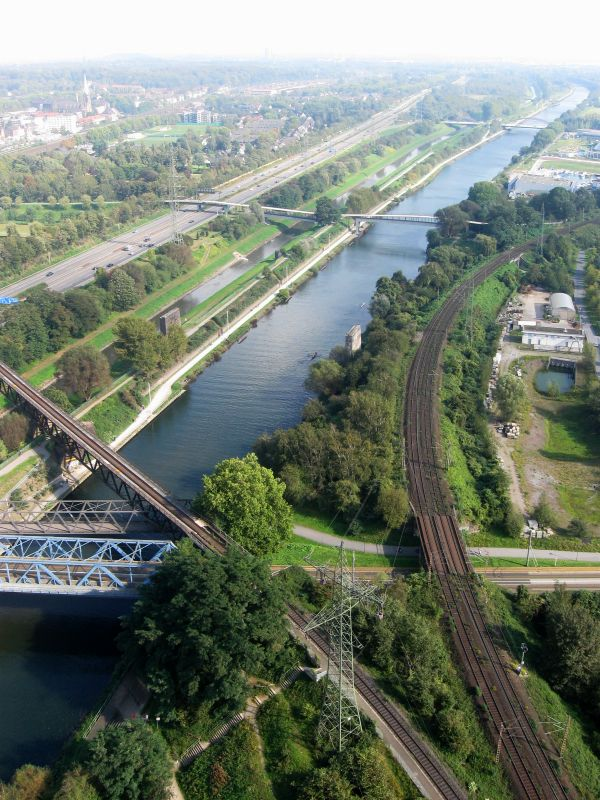
De huidige spoorbrug over het Rijn-Hernekanaal en de Emscher, in het midden van de foto de pijlers van de brug die er tot 1945 lag.

Het traject werd door de Rheinische Eisenbahn-Gesellschaft geopend op 1 juli 1879 als onderdeel van de doorgaande verbinding tussen Oberhausen en Quakenbrück. Na het opblazen van de brug over de Emscher en het Rijn-Hernekanaal in maart 1945 werd in 1960 een nieuwe aansluiting gemaakt aan de lijn aansluiting Walzwerk - Essen West voor goederenvervoer naar Bottrop-Nord waarbij tegelijkertijd  het personenvervoer op de lijn werd stilgelegd. Een pijler van de voormalige spoorbrug is nog te zien tussen het Rijn-Hernekanaal en de Emscher.

## Aansluitingen
In de volgende plaatsen is of was er een aansluiting op de volgende spoorlijnen:
Oberhausen Hbf
DB 2183, spoorlijn tussen Mülheim-Styrum en Oberhausen
DB 2270, spoorlijn tussen Oberhausen en Emmerich
DB 2271, spoorlijn tussen Oberhausen en Wesel
DB 2274, spoorlijn tussen Oberhausen en Duisburg-Ruhrort
DB 2275, spoorlijn tussen aansluiting Kolkmannshof en Oberhausen
DB 2277, spoorlijn tussen Oberhausen en Essen-Altenessen
DB 2278, spoorlijn tussen Oberhausen Obo en aansluiting Mathilde
DB 2282, spoorlijn tussen Oberhausen Obo en Oberhausen Obn
DB 2283, spoorlijn tussen Oberhausen Hauptbahnhof en Oberhausen West Oro
DB 2650, spoorlijn tussen Keulen en Hamm
aansluiting Osterfeld
DB 2280, spoorlijn tussen aansluiting Walzwerk en Essen West
Oberhausen-Osterfeld Nord
DB 2261, spoorlijn tussen Oberhausen-Osterfeld Nord en de aansluiting Osterfeld
Bottrop Nord
DB 2273, spoorlijn tussen Bottrop Nord en Quakenbrück